# Drážďanský mír
Drážďanský mír byla dohoda mezi Rakouskem, Saskem a Pruskem podepsaná 25. prosince 1745 v saské metropoli Drážďanech, formálně ukončující druhou slezskou válku.
V dohodě se pruský král Fridrich II. Veliký zavázal uznat Františka I. Štěpána, manžela rakouské panovnice Marie Terezie, za císaře Svaté říše římské. Za to si udržel vládu nad Slezskem. Sasko bylo Prusku nuceno zaplatit 1 milion říšských tolarů reparací. Celkově tedy dohoda ratifikovala a potvrzovala výsledky Vratislavského a Berlínského míru.